# 1939 في المغرب
تحتوي هذه المقالة على أهم الأحداث التي شهدتها المغرب في 1939، إضافة إلى أهم الشخصيات المغربية المولودة والمتوفية في هذه السنة.

## الحكم
- السلطان: محمد الخامس
- الحكم للإدارة الفرنسية في المغرب الحماية الفرنسية على المغرب 1912 - 1956.

- منطقة شمال المغرب وقتها كانت تحت حكم إسبانيا.
- المغرب الحالي وقتها كان سلطنة وليس مملكةـ كان يحكمها سلطان وليس ملك. وكان البلد يُسمى بلاد مراكش وليس المغرب.

## الأحـداث
- 2 شتنبر 1939 - فمع انتهاء ما كان يسمى ب”التهدئة” سنة 1934، انصرف المستعمر الفرنسي إلى تعبئة شاملة للموارد البشرية والاقتصادية المغربية بهدف استغلالها لصالح فرنسا المتروبولية، و عشية اندلاع الصراع المسلح بأوروبا أصبح مرسوم التعبئة العامة الذي اتخذته الحكومة الفرنسية بباريس يوم 2 شتنبر 1939، ساري المفعول فورا في المنطقة السلطانية بالمغرب، مما كان يعني التجنيد الإجباري للمغاربة والفرنسيين على حد سواء.

ظهير 9 غشت 1939 ، المتعلق بالحماية ضد محاولات التجسس الاقتصادي.
- ظهير 28 غشت 1939، المعدل لظهير 30 مارس 1939، الذي يعاقب على تسريب أو بث أو نشر أو إعادة نشر معلومات عسكرية لم تصرح بها الحكومة للعموم.
- ظهير 29 غشت 1939، القاضي بإنشاء رقابة عامة على المعلومات.
- ظهير 30 غشت 1939، الذي يسمح بحجز و إيقاف الإصدارات التي من شأنها المساس بالدفاع الوطني.
- مرسوم الفاتح من شتنبر1939، المعلن لحالة الحصار بمجموع تراب المنطقة الفرنسية بالمغرب.
- الظهير القاضي بمنع المناشير المعادية لفرنسا.[1]

## مواليد
- عبد اللطيف الجواهري، والي بنك المغرب.
- محمد أديب السلاوي، إعلامي وأديب وفنان تشكيلي مغربي.
- لطيف لحلو، مخرج سينمائي مغربي.
- قاسم جداين، صحفي مغربي.
- عبد السلام الركراكي، لاعب جمباز أولمبي مغربي.

## الـمراجع
1. ↑  الوضع الاستعماري في المغرب خلال الحرب العالمية الثانية (1/3) نسخة محفوظة 22 يونيو 2022 على موقع واي باك مشين.